# Марія Пас Феррарі
Марія Пас Феррарі (ісп. María Paz Ferrari, 12 вересня 1973) — аргентинська хокеїстка на траві.
Срібна призерка Олімпійських Ігор 2000 року.
Переможниця Панамериканських ігор 1991, 2003 років.
Чемпіонка світу 2002 року, срібна призерка 1994 року.
Переможниця Трофею чемпіонів 2001 року, срібна призерка 2002 року, бронзова призерка 2004 року.